# Гіперреалізм

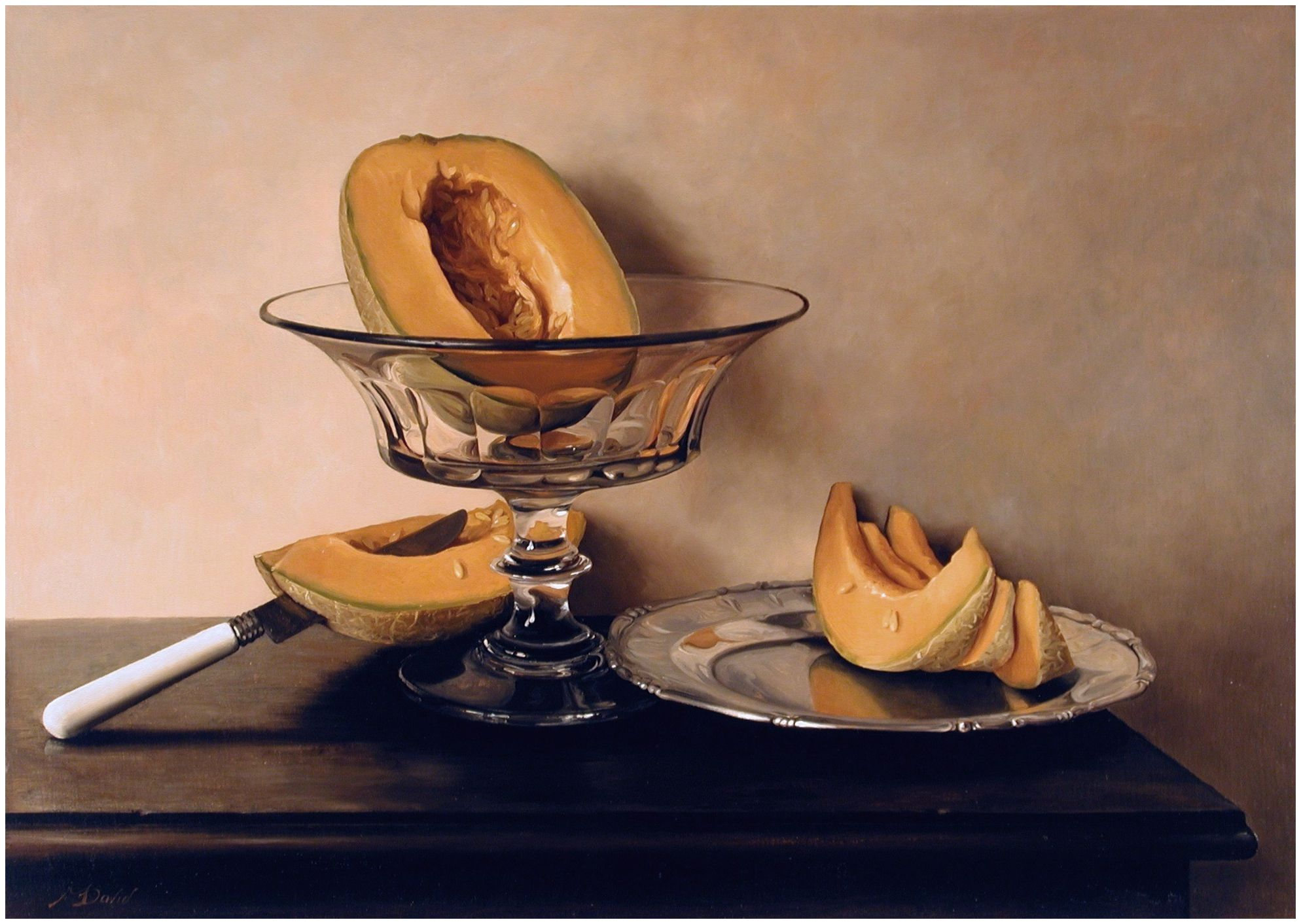
«Кришталева фруктова чаша з динями» (1999) Девіда Мауро

Гіперреалізм — термін, який використовують для позначення течії в сучасному мистецтві (живопису, скульптурі і кінематографії) 1990-2000-х років, що базується на фотографічно точному відтворенні реальності, і творчості європейських фотореалістів 1970-х років.

## Історія
Слово «гіперреалізм» було запропоновано Ізі Брашо в 1973 році, як французький синонім слова «фотореалізм». «Гіперреалізм» став назвою великого каталогу та виставки в Брюсселі того ж 1973 року. На виставці, переважно, були представлені роботи американських фотореалістів, але також були включені роботи значних європейських художників, таких як: Доменіко Гнолі (Domenico Gnoli), Герхард Ріхтер, Конрад Клафек (Konrad Klapheck) і Роланд Делкол (Roland Delcol). Майже тридцять років потому термін стали використовувати для визначення творчості нової групи художників.
Сучасний гіперреалізм ґрунтується на естетичних принципах фотореалізму, але на відміну від нього, не прагне буквально копіювати повсякденну реальність. Об'єкти і сцени гіперреалістичного живопису деталізовані, щоб створити ілюзію реальності, але це не сюрреалізм, оскільки зображене цілком могло статися.
Коріння гіперреалізму можна знайти у філософії Жана Бодріяра: «симуляція чогось, що ніколи насправді не існувало» («the simulation of something which never really existed»). Гіперреалісти створюють удавану реальність, переконливу ілюзію. Як фотореалізм симулював аналогову фотографію, так гіперреалізм використовує цифрові зображення.

## Представники
- Жак Боден (Jacques Bodin)
- Ерік Крістенсен
- Педро Кампус (Pedro Campos)
- Чак Клоуз (Chuck Close)
- Жиль Ено (Gilles Esnault)
- Дуейн Хансон (Duane Hanson) — скульптор
- Готфрід Хельнвайн (Gottfried Helnwein) — художник
- Абд Латіф Маулан (Abd Latif Maulan) — художник
- Лудінг Менгам (Luding Meng)
- Берт Монрой (Bert Monroy)
- Денис Давидов (Denis Davydov) — художник
- Рон Мьюек (Ron Mueck)
- Денис Петерсон (Denis Peterson)
- Патриція Піччініно (Patricia Piccinini) — скульптор
- Алісія Сент-Роуз (Alicia St. Rose) — фотограф
- Іштван Шандорфі (Istvan Sandorfi) — художник
- Сюзана Стоянович (Suzana Stojanovic)
- Лучано Вентроне (Luciano Ventrone)
- Герард Бурсма (Gerard Boersma)
- Том Мартін (Tom Martin) — художник
- Омар Ортіс (Omar Ortiz) — художник
- Пол Кадді — художник
- Вілл Коттон
- Річард Естес — художник